# Escola Nacional de Formação e Aperfeiçoamento de Magistrados
A Escola Nacional de Formação e Aperfeiçoamento de Magistrados Ministro Sálvio de Figueiredo Teixeira (ENFAM) é a instituição de cúpula da educação judicial brasileira e o órgão oficial de formação dos magistrados do país. Cabe a ela regulamentar, autorizar, fiscalizar e oferecer cursos para ingresso, vitaliciamento e promoção na carreira da magistratura. A Escola já era prevista na Constituição Federal de 1988, mas foi efetivamente criada pela Emenda Constitucional n. 45, de 30 de dezembro de 2004, que promoveu a Reforma do Poder Judiciário, e instituída por meio da Resolução n. 3 do Superior Tribunal de Justiça (STJ), de 30 de novembro de 2006.
Funcionando junto ao Superior Tribunal de Justiça, compete à ENFAM definir as diretrizes básicas para formação e aperfeiçoamento de 16 mil magistrados em todo o Brasil. A ENFAM está fundamentada nos pilares da formação de formadores, que permite a uniformização do conteúdo a ser repassado aos magistrados em formação; da coordenação e fiscalização, no sentido de acompanhar o alinhamento e o cumprimento das diretrizes pedagógicas da ENFAM pelas escolas de formação de magistrados, conforme determina a Resolução n. 159 do Conselho Nacional de Justiça (CNJ); e dos demais cursos de formação inicial e continuada. A ENFAM mantém, ainda, um programa de mestrado profissional stricto sensu. Cabe a ela, ainda, fomentar pesquisas, debates e estudos sobre temas jurídicos, além de promover cooperação e intercâmbio com instituições nacionais e estrangeiras ligadas ao ensino judicial.
Desde agosto de 2011, a ENFAM funciona no primeiro andar do edifício do Conselho da Justiça Federal. A Escola homenageia em seu nome do ministro do STJ Sálvio de Figueiredo Teixeira, falecido em fevereiro de 2013. O magistrado foi um dos principais idealizadores da instituição. 

## Composição
Os órgãos responsáveis pelo desempenho das funções da ENFAM são:
- a diretoria-geral, sempre a cargo de um ministro do STJ; e
- o Conselho Superior, integrado pelo diretor-geral, pelo vice-diretor, também, ministro do STJ, pelo diretor do Centro de estudos Judiciários (CEJ) do Conselho da Justiça Federal (CJF), também ministro do STJ, por mais dois ministros do STJ e quatro magistrados, sendo dois juízes da Justiça Federal e dois da Justiça estadual.

O diretor-geral e o vice-diretor, ambos ministros do STJ, são eleitos pelo Plenário do Tribunal para mandato de dois anos. Eles exercem suas atividades na ENFAM sem prejuízo das atividades judicantes.
Composição atual do Conselho Superior:
|   | Nome                         | Naturalidade        | Origem | Vaga                         | Mandato                | Observações |
| - | ---------------------------- | ------------------- | ------ | ---------------------------- | ---------------------- | ----------- |
| 1 | Benedito Gonçalves           | Rio de Janeiro (RJ) | STJ    | Diretor-geral da ENFAM       | 4/9/2024 a 4/9/2026    | Presidente  |
| 2 | Isabel Gallotti              | Rio de Janeiro (RJ) | STJ    | Vice-diretora geral da ENFAM | 10/10/2024 a 9/10/2026 |             |
| 3 | Luis Felipe Salomão          | Salvador (BA)       | STJ    | Diretor do CEJ/CJF           | 22/8/2022 a 22/8/2026  |             |
| 4 | Antonio Carlos Ferreira      | São Paulo (RS)      | SP     | STJ                          | 5/6/2023 a 5/6/2025    |             |
| 5 | Villas Bôas Cueva            | São Paulo (SP)      | STJ    | STJ                          | 13/6/2024 a 13/6/2026  |             |
| 6 | Therezinha Cazerta           | Araçatuba (SP)      | TRF 3  | Justiça Federal              | 20/3/2023 a 20/3/2025  |             |
| 7 | José Maria Câmara Junior     | São Paulo (SP)      | TJSP   | Justiça Estadual             | 20/3/2023 a 20/3/2025  |             |
| 8 | Carmen Silvia Lima de Arruda | Rio de Janeiro (RJ) | TRF2   | AJUFE                        | 15/8/2024 a 14/8/2026  |             |
| 9 | Frederico Mendes Júnior      | São Gonçalo (RJ)    | TJPR   | AMB                          | 10/10/2024 a 9/10/2026 |             |

## Escopo de atribuições
A Escola oferece formação complementar aos magistrados, com foco em atividades práticas e gerenciais. Com isso, procura qualificar a magistratura para atuar sempre em sintonia com os anseios da sociedade e as diretrizes estabelecidas na Constituição. Atuando em parceria com as diversas escolas judiciais e com as universidades, a ENFAM tornou-se centro de referência de educação e produção de conhecimento jurídico. Seu escopo está dividido em três frentes distintas:
1. Desenvolvimento das próprias ações educacionais, segmentadas nos programas de formação inicial, formação continuada e formação de formadores (eixo Ensino);
2. Fiscalização e regulamentação de cursos promovidos por outras instituições (eixo Coordenação);
3. Pós-graduação (eixo Pesquisa).

Após a aprovação no concurso público – requisitos para o ingresso na magistratura e a posse no cargo –, o processo de formação para a carreira da magistratura passa a ser de responsabilidade das escolas judiciais e de magistratura. Pautada em suas atribuições constitucionais, nas citadas diretrizes e nos seus normativos, a ENFAM tem consolidado o seu trabalho formativo, funcionando como centro regulador de orientação e fiscalização das demais escolas judiciais e de magistratura, preservando a autonomia didática, administrativa e orçamentária dessas instituições.
O público-alvo das ações educativas da Enfam compreende a magistratura recém-ingressa, em processo de vitaliciamento e já vitalícia vinculada aos órgãos do Poder Judiciário do Brasil (Justiças Estadual e Federal, englobando a Justiça Eleitoral), incluindo nesse grupo a magistratura atuante em comarcas e municípios. Além desta, configuram-se como público das ações de formação profissional as equipes técnico-administrativas das escolas (e da própria Enfam) e demais profissionais que atuam em equipes multidisciplinares que desenvolvem atividades que contribuam para a prática jurisdicional, de forma integrada com o trabalho da magistratura.

## Linha do tempo
| Destaques | Destaques |
| --------- | --- |
| 2004      | Criação da ENFAM pela Emenda Constitucional n. 45 |
| 2006      | Instituição da Enfam |
| 2008      | Primeiro curso credenciado pela ENFAM, a ação educacional Gestão do Poder Judiciário, ministrada pela Escola Superior da Magistratura do Estado do Maranhão – Esmam |
| 2009      | Realização da cerimônia presencial para dar início à construção do edifício-sede da Enfam no terreno cedido no Setor de Clubes Esportivos Sul – SCES |
| 2011      | Mudança da ENFAM para o prédio do Conselho da Justiça Federal – CJF, no SCES, Trecho 3, 1º andar |
| 2016      | Regulamentação sobre os programas para a formação e o aperfeiçoamento da magistratura |
| 2016      | Designação dos procedimentos para reconhecimento de escolas ou instituições para a realização de cursos de formação de mediadores judiciais |
| 2017      | Instituição das diretrizes pedagógicas para formação e aperfeiçoamento da magistratura |
| 2017      | Instituição do 1º planejamento estratégico da Enfam para o período 2014-2020 |
| 2017      | Implantação do sistema EducaEnfam, plataforma digital que permite a gestão de cursos e eventos, além de credenciamento de cursos pelas escolas judiciais e da magistratura e do compartilhamento de dados pela Enfam, escolas judiciais e órgãos do Judiciário                                     |
| 2018      | Instauração do Banco Nacional de Formadores, estabelecendo os procedimentos para atuação de formadores certificados em cursos do programa de formação de formadores |
| 2019      | Aprovação do Projeto Pedagógico e do PDI 2019-2023 da Enfam |
| 2019      | Instituição do Programa de Mestrado Profissional na área de Direito, aprovação do regimento do programa, tendo por objetivo possibilitar que os discentes desenvolvam competências em Direito, Gestão Judiciária e Tratamento de Conflitos                                                         |
| 2020      | Formação da Política de Ações Afirmativas para inclusão de pessoas autodeclaradas pretas ou pardas, indígenas e com deficiência nas atividades educativas da Enfam |
| 2020      | Criação do Programa de Pós-Graduação em Direito |
| 2023      | Instituição da Rede Nacional de Escolas Judiciais e da Magistratura – Renejum, composta pela Enfam e pelas escolas judiciais e da magistratura brasileiras, com o objetivo de promover estudos, pesquisas, projetos e trabalhos para aprimorar as políticas públicas no âmbito do Poder Judiciário |
| 2023      | Instauração do Conselho Editorial da Escola Nacional de Formação e Aperfeiçoamento de Magistrados – Ceen, responsável pela política editorial, de divulgação, de distribuição e de coedição de obras, no âmbito da Enfam                                                                           |
| 2023      | Instituição do Programa de Autoavaliação Institucional e da Comissão Própria de Avaliação da Enfam, que propiciará o autoconhecimento da Escola e a realização do plano de melhorias da instituição                                                                                                |
| 2023      | Instituição das normas para realização do Exame Nacional da Magistratura – ENAM, processo seletivo nacional e unificado que confere habilitação para inscrição nos concursos dos tribunais brasileiros                                                                                             |

## Enam
Em 2023, foi instituído o Exame Nacional da Magistratura (ENAM). Regulamentado e organizado pela ENFAM a partira da Resolução n. 531, de 14 de novembro de 2023, do CNJ, o Exame é um processo seletivo nacional unificado destinado a habilitar profissionais do Direito a participar de concursos da magistratura promovidos pelos tribunais regionais federais, do trabalho, militares, dos estados e do Distrito Federal. O ENAM tem por diretrizes: uniformização, democratização do acesso e valorização da vocação para o exercício do cargo.
Em abril de 2024 ocorreu a primeira edição do ENAM, a prova foi composta por 80 questões, sobre os seguintes ramos do conhecimento: Direito Constitucional (podendo ser incluídas questões de direito constitucional do trabalho, direito constitucional tributário e normas constitucionais de processo penal); Direito Administrativo; noções gerais de Direito e formação humanística; direitos humanos; Direito Processual Civil; Direito Civil; Direito Empresarial; Direito Penal.

No total, foram 39.855 pessoas inscritas. Destas, 32.153 compareceram para realizar a prova e 7.297 foram habilitadas.